# Augustusplatz
La Augustusplatz (Plaza de Augusto) es una plaza situada en el este del centro de Leipzig, Alemania. Es la plaza más grande de la ciudad y una de las más grandes de Europa. También forma parte de la circunvalación interior de la ciudad y es un núcleo central de la red de tranvía.

## Historia
La historia de la plaza comenzó en 1785 en una parcela dentro de las murallas de la ciudad como la Platz vor dem Grimmaischen Thor (Plaza de la Puerta de Grimma), diseñada por el arquitecto de la ciudad, Johann Carl Friedrich Dauthe. Se renombró Augustusplatz en 1839, en honor a Federico Augusto I, primer rey de Sajonia. En 1928, el gobierno socialdemócrata de la ciudad la renombró Karl-Marx-Platz, aunque este nombre resultó impopular y se ignoró incluso en artículos de periódicos y planos de la ciudad. En 1933 los nacionalsocialistas la volvieron a llamar Augustusplatz, en 1953 volvió a llamarse Karl-Marx-Platz, y finalmente, en 1990 (con la reunificación alemana) volvió a su nombre actual de Augustusplatz.
En la actualidad está dominada por la Ópera de Leipzig en el norte, la Gewandhaus (con la fuente Mendebrunnen) en el sur, y los edificios principales de la Universidad de Leipzig, incluido City-Hochhaus, en el oeste. La destrucción en la Segunda Guerra Mundial y el urbanismo radical de Alemania del Este hizo que Augustusplatz perdiera su aspecto histórico. El Hauptpost, ahora cerrado, el recientemente construido Radisson SAS Hotel (nombres anteriores: Hotel Mercure, Interhotel am Ring, Hotel Deutschland) y el complejo universitario son de hormigón y acero, con el estilo de la década de 1960 o posterior. En mayo de 1968, por ejemplo, el Augusteum y la iglesia de la universidad (Paulinerkirche), que habían sufrido pocos daños,  fueron dinamitados. Entre 1996 y 1998 se construyó un aparcamiento subterráneo bajo Augustusplatz, con muchas entradas y conductos de ventilación en la plaza, cuya construcción fue controvertida. Los ocho cilindros de cristal del aparcamiento, que contienen escaleras, se han apodado "Milchtöpfe" (tarros de leche).
La construcción del nuevo edificio principal de la Universidad, Paulinum, supuso una fuerte controversia sobre la posible reconstrucción de la iglesia de la universidad entre 2002 y 2004. Aunque la finalización del complejo se esperaba en 2009 para coincidir con el 600 aniversario de la universidad, ahora se estima que se completará en 2013. Con su auditorio y el techo a dos aguas recuerda al antiguo Augusteum y la iglesia. Augustusplatz fue rediseñada según los proyectos del arquitecto Erick van Egeraat.

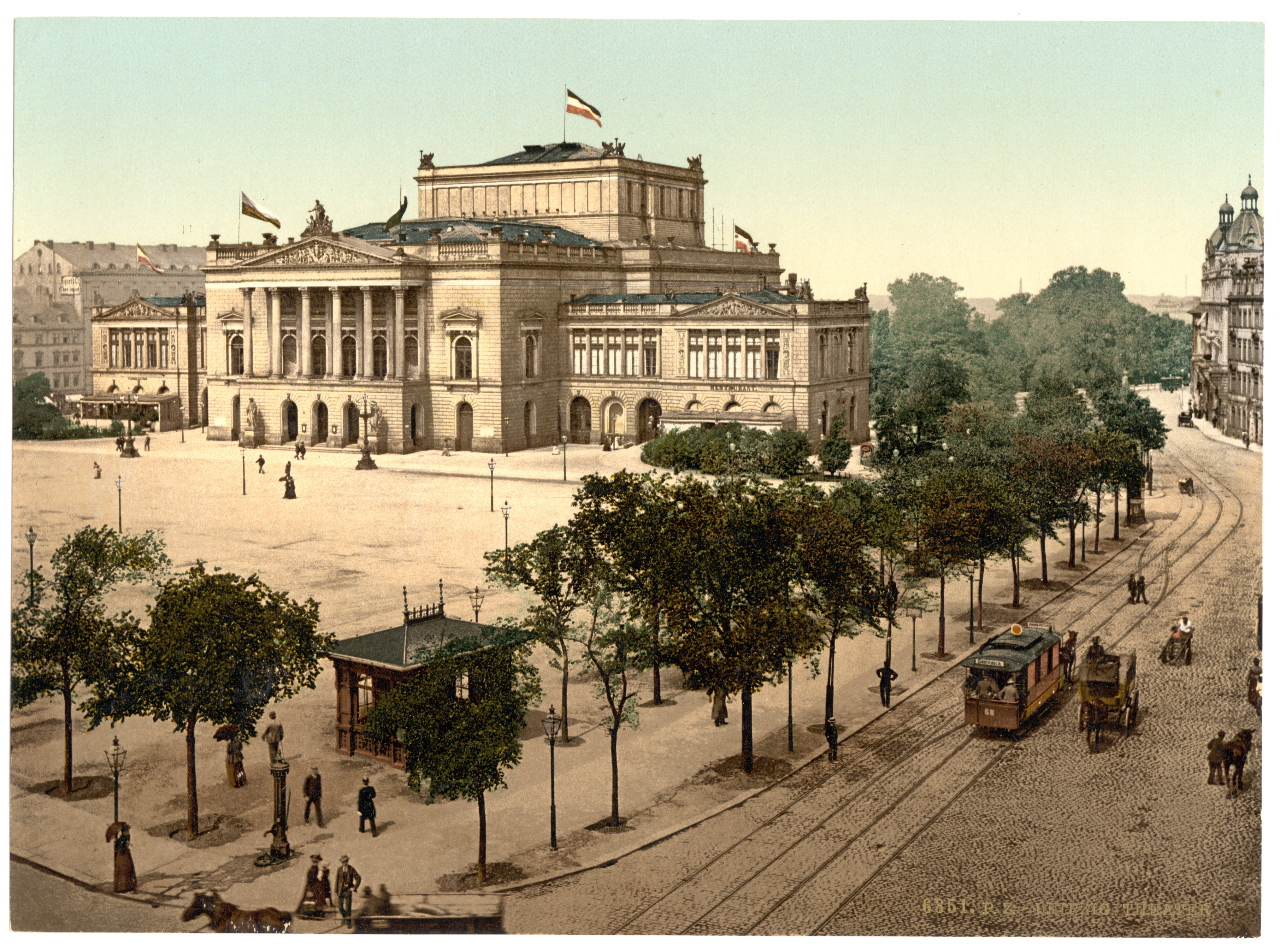
La Ópera de Leipzig en Augustusplatz (1900)
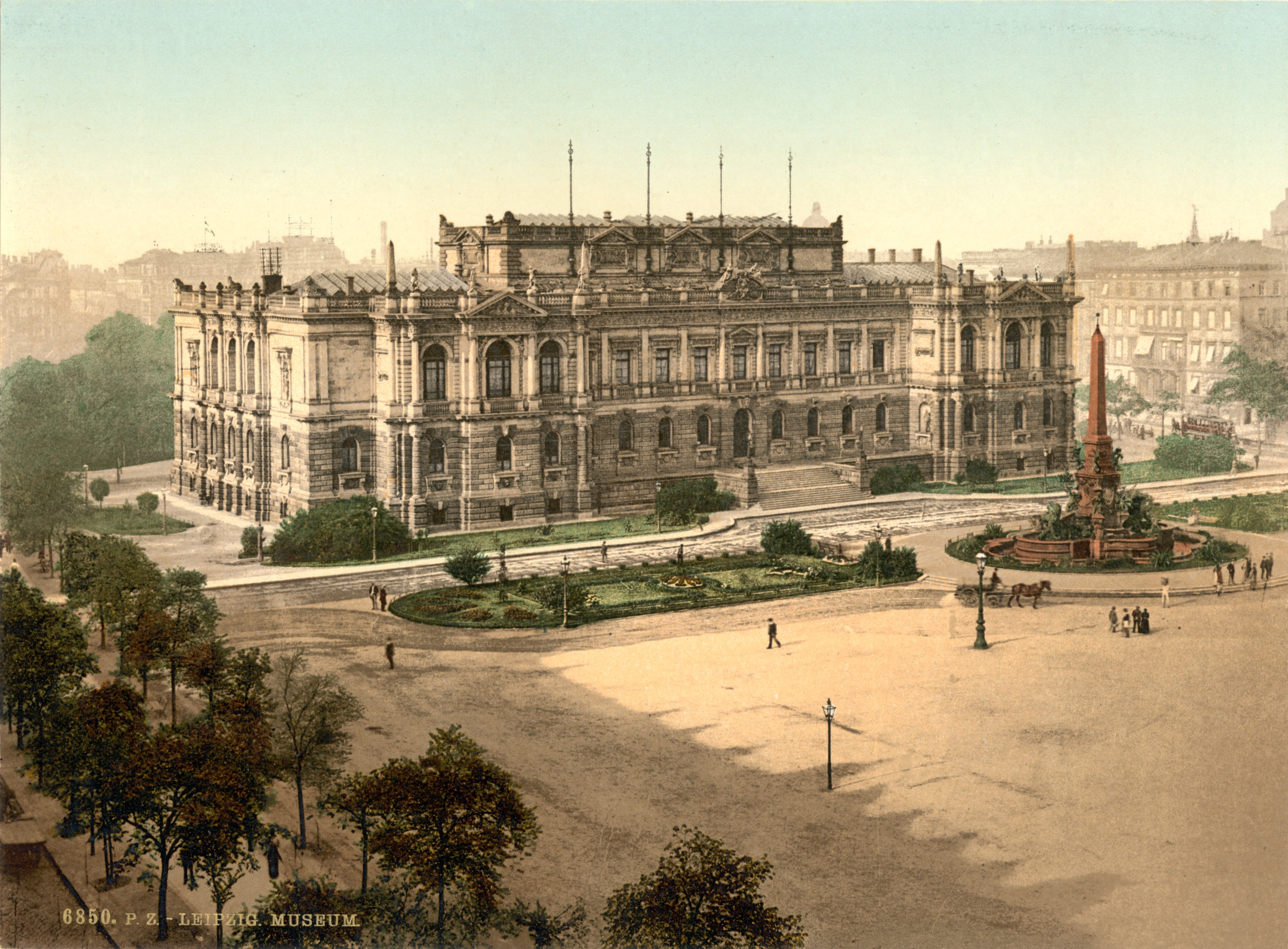
El Museo de Bellas Artes en Augustusplatz (1890)
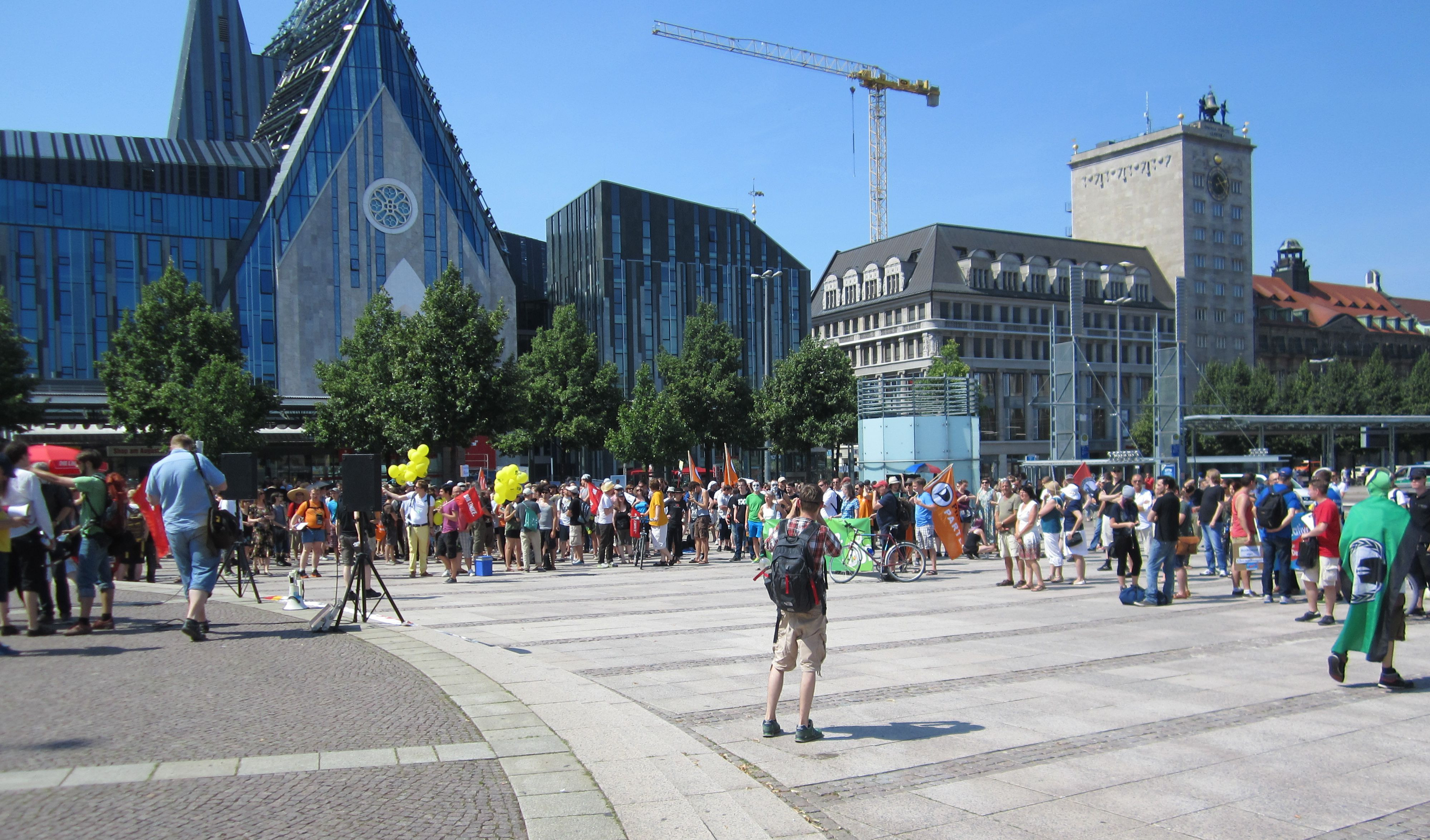
El nuevo Augusteum y la Kron-Hochhaus (derecha)
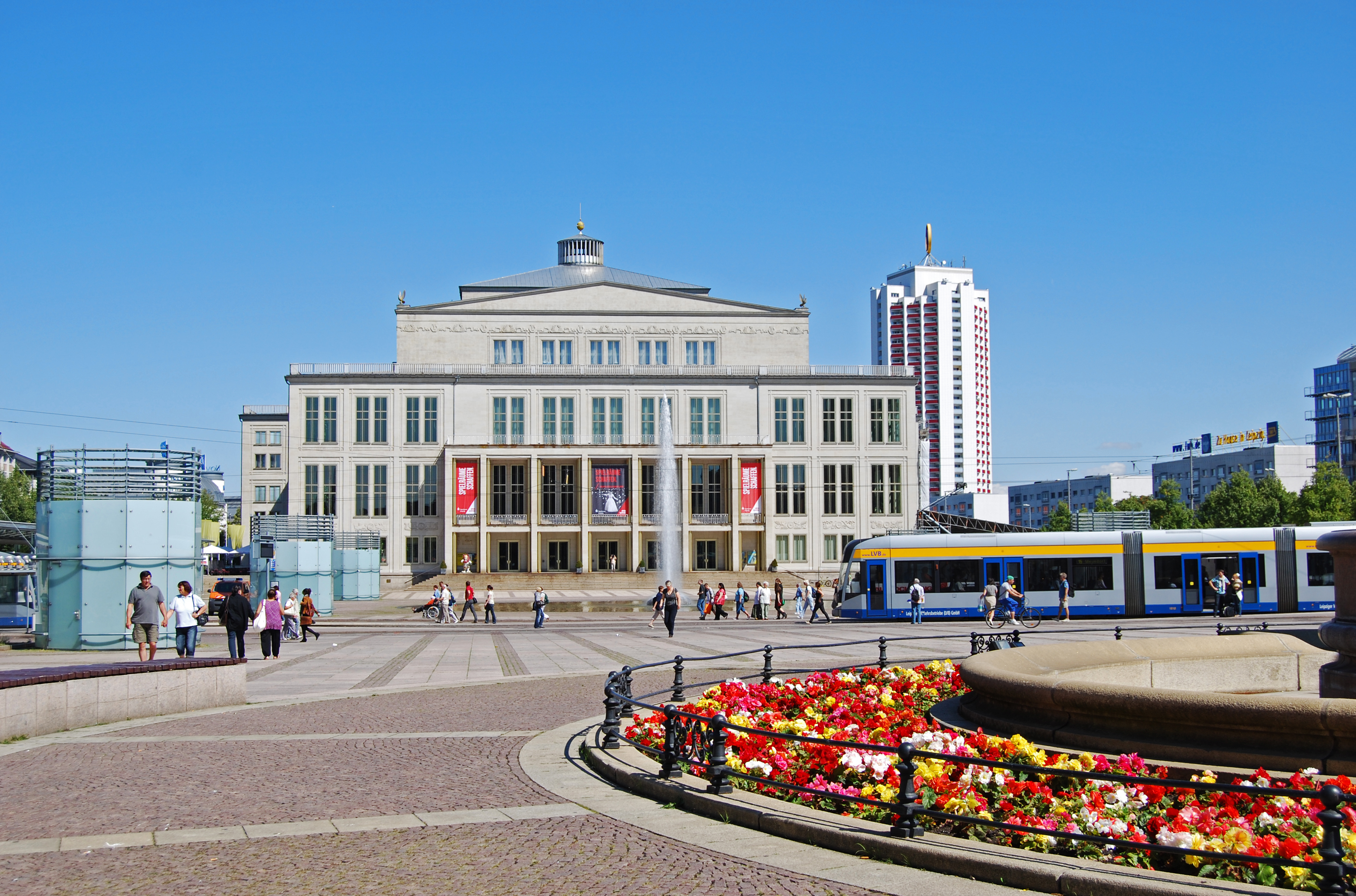
La Ópera de Leipzig en 2012
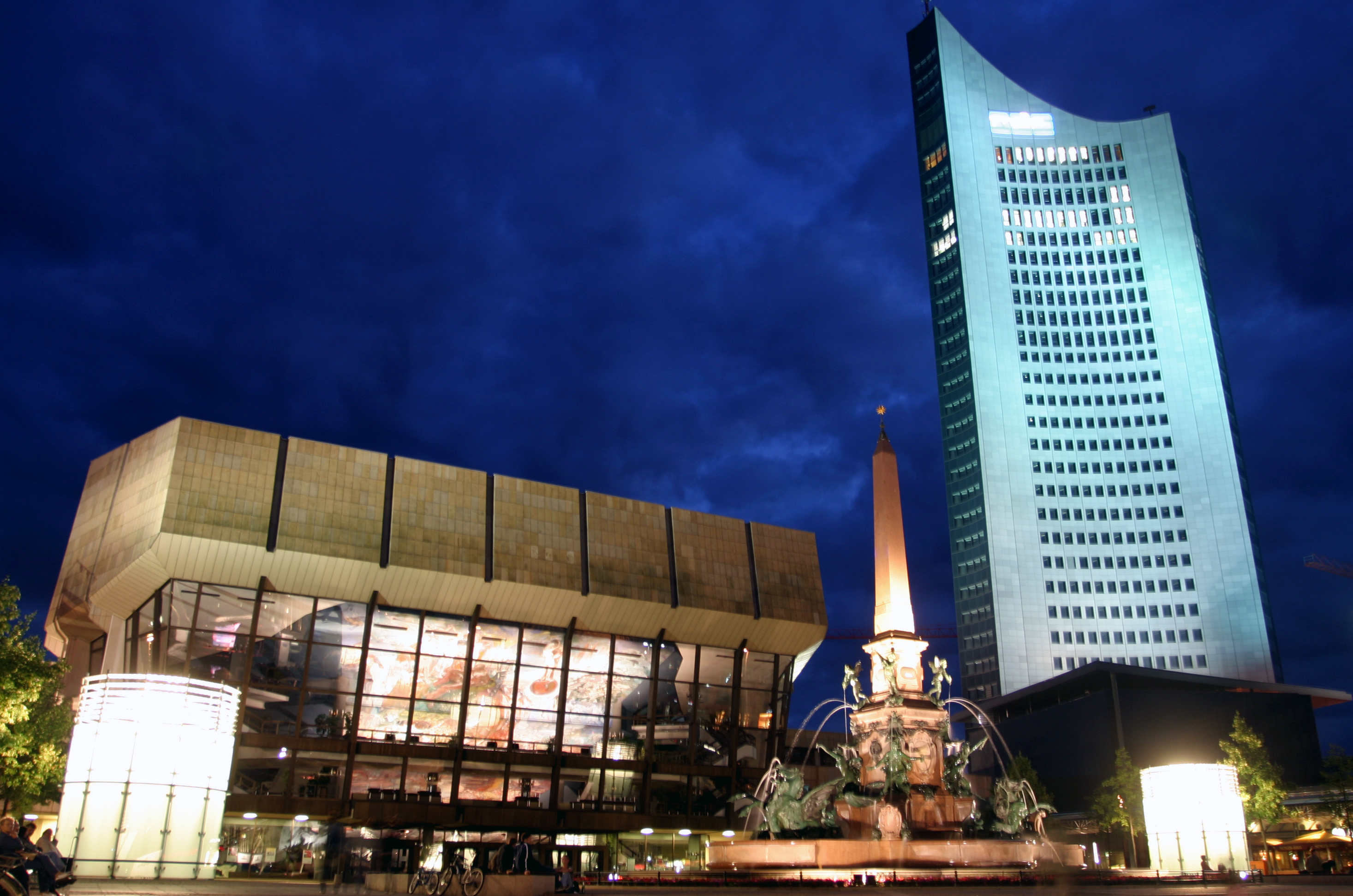
La Gewandhaus con la City-Hochhaus a la derecha